# Rosendo Mendizábal
Rosendo Mendizábal foi o primeiro artista de tango. Nasceu em 21 de Abril de 1868, parte de uma próspera família, em Buenos Aires, Argentina. Quando tinha três anos, ele e o seu irmão ficaram órfãos de pai.

## Tangos
Em 25 de Outubro de 1897, Rosendo lançou sua primeira peça para piano, "La Casita". Seu primeiro tango estruturado foi "El Enterriano". Foi o começo do tango estruturado em três partes, ao invés dos exemplos primitivos de uma ou duas partes.
Mendizábal assinava suas obras com o nome "A. Rosendo". Ele geralmente atuava como solista.
Ocasionalmente, Mendizábal dirigia um quinteto no Salão San Martin (na rua Rodriguez Peña, 344). Os outros músicos eram Ernesto Ponzio (violino), Vincent Pecci (flauta), Eusebio Aspiazu (violão) e "Cieguito" Gaudin (instrumento desconhecido).
Além de sua obra mais conhecida, "El Entrerriano" (ainda executada nos dias de hoje), suas composições incluem "Don Padilla, Pillito", "Oh, How Expensive", "That's the Thing", "In the Long Run", "The Torpedo", "Soon Return", "Entre La", "Matilda", "Queen of Sheba", "Wind in its Sails", "Tigre Hotel", " Around Here There are no Thorns", "In Light of the Lanterns", "Le Petit Parisién", "Club Z", "Don Enrique", "Alberto" and "Somos Line".
Mendizábal faleceu no dia 30 de Junho de 1913. 